# Friesenrath
Friesenrath ist eine kleine Ortschaft im östlichen Aachener Stadtbezirk Kornelimünster/Walheim. Sie liegt an der Inde im Münsterländchen und dort an der L 233 (ehemalige B 258) zwischen Roetgen und dem Aachener Stadtteil Walheim; im Nordosten liegt Hahn.
Sehenswert ist die alte Schule, die Kapelle St. Bernhard, die Kriegerkapelle und ein preußischer Meilenstein.

## Geschichte

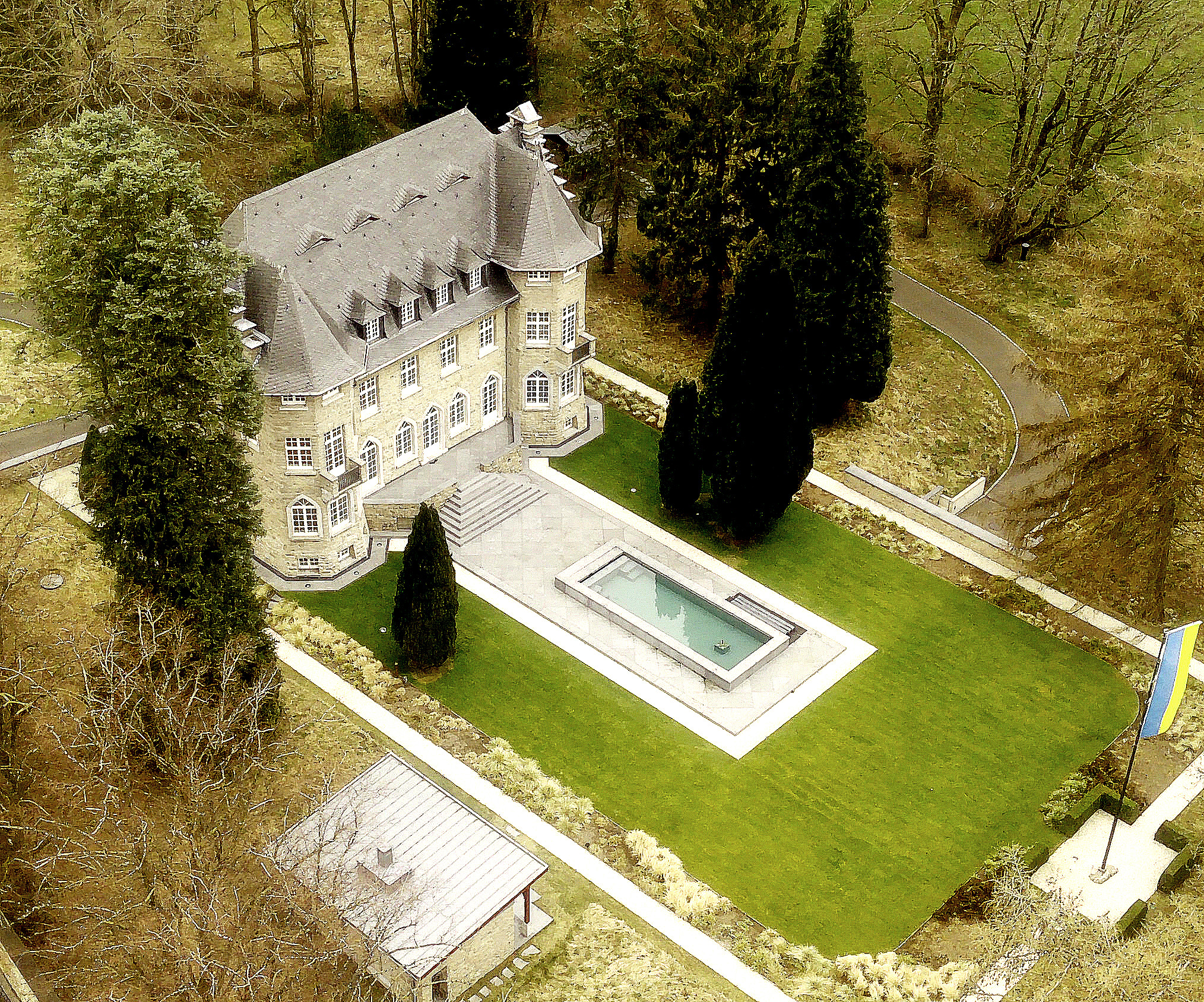
Schloss Friesenrath

Vermutlich stand auf dem Gebiet der heutigen Ortschaft Friesenrath ein römischer Wachtturm, wie mehrere Funde nahelegen. Die erste Erwähnung fand am 10. November 1334 als Vreyssenroide statt. Während der Franzosenzeit wird Friesenrath zur Mairie Walheim im Département de la Roer, Arrondissement Aachen, Canton Burtscheid zugeordnet.
1816 wurde es Teil der preußischen Zivilgemeinde Walheim im Landkreis Aachen. 1914 wurde die erste Schule in Friesenrath errichtet, 1926 das Schloss Friesenrath. Die Kapelle St. Bernhard wurde 1939 nach Plänen des Architekten Karl Schmitz errichtet und eingeweiht.
Zusammen mit der Gemeinde Walheim kam Friesenrath am 1. Januar 1972 an die Stadt Aachen.

## Eifelsteig
Der in Kornelimünster beginnende 313 km lange Wanderweg Eifelsteig führt durch Friesenrath und dann weiter nach Roetgen. Die Wanderstrecke führt durch die Eifel und endet in der römischen Kaiserstadt Trier.

## Verkehr
Die AVV-Buslinien 66 und SB 66 der ASEAG verbinden Friesenrath direkt mit Aachen, Roetgen und Monschau. Darüber hinaus kann der NetLiner Aachen Süd am Wochenende gebucht werden der verbindet Friesenrath mit Walheim, Sief, Schmithof und Lichtenbusch verbindet. Er fährt samstags von 7:30 bis 22:30 und sonntags von 8:30 bis 22:30. Zusätzlich verkehrt in den Nächten vor Samstagen sowie Sonn- und Feiertagen die Nachtexpresslinie N60.
| Linie               | Betreiber | Verlauf |
| ------------------- | --------- | --- |
| 66                  | ASEAG     | Während der Sperrung der B258 in Konzen wird Konzen nur vom Schülerverkehr und vom NetLiner bedient. Aachen Bushof – Kaiserplatz – Josefskirche – Bf Rothe Erde – Forst – Brand – Kornelimünster – Walheim – Friesenrath – Roetgen –Konzen Bf. – Breitestr. - Am Gericht - Imgenbroich – Monschau |
| SB66                | ASEAG     | Während der Sperrung der B258 in Konzen wird Konzen nur vom Schülerverkehr und vom NetLiner bedient. Schnellbus: Aachen Bushof – Kaiserplatz – Scheibenstraße – Bf Rothe Erde – Brand – Kornelimünster – Walheim – Friesenrath – Roetgen – Konzen Bf. – Breitestr. - Am Gericht - Imgenbroich – Monschau |
| N60                 | ASEAG     | Während der Sperrung der B258 kann der Nachtexpress in Konzen nur die Haltestellen Konzen Bf. und Breitestr. bedienen. Aus Zeitgründen kann Imgenbroich nicht bedienen. Nachtexpress: nur in den Nächten vor Samstagen sowie Sonn- und Feiertagen Aachen Hauptbahnhof → Elisenbrunnen → Aachen Bushof → Kaiserplatz → Josefskirche → Bf Rothe Erde → Forst → Brand → Kornelimünster → Walheim → Hahn → Rott → Roetgen → Lammersdorf → Rollesbroich → Witzerath → Simmerath → Strauch Am Roßbach → Kesternich → Am Gericht → Konzen Breitestr. → Konzen Bf. → Roetgen → Friesenrath → Walheim |
| NetLiner Aachen-Süd | ASEAG     | NetLiner: Fährt 30 min. nach der Buchung. Fährt an Samstagen von 07:30–22:30 Uhr, an Sonn- und Feiertagen von 08:30–22:30 Uhr. Bedient: Walheim, Schmithof, Sief, Lichtenbusch |

## Vereine
- St. Hubertus Schützenbruderschaft Friesenrath e. V.
- Bürger- und Geschichtsverein Hahn und Friesenrath e. V.